# 福田口岸站
- 關於陆路边境口岸，請見「福田口岸」。
- 關於深圳地铁7号线车站，請見「皇岗口岸站」。

福田口岸站（原名為皇崗站）是深圳地鐵4号綫及深圳地铁10号线兩線換乘站兼南面終點站，位於中國深圳市福田区福田口岸聯檢大樓，於2007年6月28日啟用。自從福田口岸在2007年8月15日開通後，4號線的乘客亦可經過口岸，在香港境內的落馬洲站轉乘港鐵東鐵綫或其它交通工具，前往香港各區。在2010年12月28日深圳地鐵2號綫通車前本站曾為深圳地鐵中最南的車站（被蛇口港站取代）。

## 車站結構

### 車站樓層
4号线福田口岸站的結構共分三層，其中地上二層為出站往福田口岸出境大廳用；地上一層為車站大堂；地下一層为4号线月台层。10号线地上一层为出入口；地下一层为站厅层；地下二层为设备层（仅乘直梯可见）；地下三层为10号线月台层。
  4号线车站结构
| 地上四层 | 福田口岸 （中国边境禁区） | 離境通道往落馬洲支線管制站 |  |  |
| 地上三层 | 福田口岸 （中国边境禁区） | 入境通道由落馬洲支線管制站、入境安检机 |  |  |
| 地上二层 | 4号线站厅                 | 離境大厅出口、出口闸机、客服中心、商店 |  |  |
| 地上一层 | 4号线站厅                 | A及B出口、出入口闸机、售票机、客服中心、商店、港铁特惠站、4号线站厅安检机、福田口岸公交總站 |  |  |
| 地下一层 | 4号线月台                 | \| \| 1 \| 側式 · 開左邊车门 · 祇供下车 \| \| \| \| \| \| 4號線往牛湖（福民） \| \| \| \| \| 2 3 \| 島式 · ↑開右邊车门 ↓開左邊车门 \| \| \| \| \| \| 4號線往牛湖（福民） \| \| \| \| \| 4 \| 側式 · 开右边车门，祇供下车 \| \| \| \| \| \| 4號線存车线（停放备用列车，不对外开放） \| \| \| |  |  |
|          | 1                         | 側式 · 開左邊车门 · 祇供下车 |  |  |
|          |                           | 4號線往牛湖（福民） |  |  |
|          | 2 3                       | 島式 · ↑開右邊车门 ↓開左邊车门 |  |  |
|          |                           | 4號線往牛湖（福民） |  |  |
|          | 4                         | 側式 · 开右边车门，祇供下车 |  |  |
|          |                           | 4號線存车线（停放备用列车，不对外开放） |  |  |

  10号线车站结构
| 地面              | -                  | C, D及E出口                                                                             |
| 地下一层          | 10号线站厅、设备层 | 閘機、售票机、客服中心、10号线站厅安检机、车站设备                                      |
| 地下二层          | 10号线月台         | \| \| \| 10號線往双拥街（福民） \| \| 島式 · 開左邊车门 \| \| \| \| \| \| 10號線落客 \| |
|                   |                    | 10號線往双拥街（福民）                                                                  |
| 島式 · 開左邊车门 |                    |                                                                                         |
|                   |                    | 10號線落客                                                                              |

### 站厅

#### 4号线
4号线福田口岸站站厅设于福田口岸聯檢大樓地上一楼和地上二楼（仅供乘客出站站厅），设有售票机、客服中心等。站厅与站台之间设有多组升降机、扶手电梯以及楼梯供乘客往返。由于深圳地铁全部车站乘客进站需要安检，且B出口仅供出站，因此安检机设于地面入闸闸机旁，乘客需要安检才能进入站厅收费区。
乘客如果乘坐4号线从本站出站前往香港，则需要从侧式月台处前往福田口岸地上一层的地铁站厅，然后再从地上一层站厅前往地上二层进行出闸。乘客出閘後需乘坐联检大楼的扶手电梯或升降機前往福田口岸地上四层的出境大厅經過中国海關检查，辦妥出境手續後，將會經由一條橫跨深圳河、單臂斜拉式天橋步行至香港的落马洲支線管制站，完成香港海关的邊防檢查程序後即代表已身處香港，可離開车站轉駁巴士，或徒步前往位處同一大樓的落马洲站，轉乘东铁線前往香港其他地方。
為吸引過境旅客使用落馬洲站，福田口岸站4号线站廳裝設有港鐵特惠站，是目前唯一一個設於香港境外的特惠站以及優惠金額最高的特惠站。用成人八達通卡拍一拍港鐵特惠站上的閱讀器，即日於落馬洲站入閘可節省HK$3（機場快綫除外，因搭乘之后其余车程免费）。

### 换乘
深圳地铁10號線虽然在本站與4號線交匯，但4號線建造時并没有預留給未來換乘10號線的换乘通道，目前僅能出站轉乘，乘客需重复安检及计费。乘客如需换乘需經4号线的B口出站（返回需从A口进站）再经10号线的C口进出站。目前乘客可通过福民站进行4号线与10号线的换乘（經過7號綫的大堂，步行距離約三百多米）。待未来福田口岸交通枢纽大楼建成后，乘客可经由现联检大楼南侧地下的换乘通道在付费区内实现换乘。

### 月台

#### 4号线
4号线福田口岸站设有兩個側式月台及一個島式站台，位于福田口岸联检大楼地底。两个側式月台接載從各地往福田口岸方向的乘客，而島式月台則接載從福田口岸往牛湖方向的乘客，在列车到站后，两边的车门都将会打开，但在列车到站前，列车广播会提示按照车门上方的指示方向下车。這種設計在歐洲被稱作西班牙式月台佈局。
跟深圳地铁罗湖站一样，4号线福田口岸站同样在站前设交叉渡线，供4号线所有列车进行站前折返。另外位于4号月台一侧，设有一个贯穿车站的存车线，供备用列車在高峰期往北开出疏导客流。由于该轨道由于被牆壁完全阻隔，因此一般乘客并不会察觉到该存车线的存在。

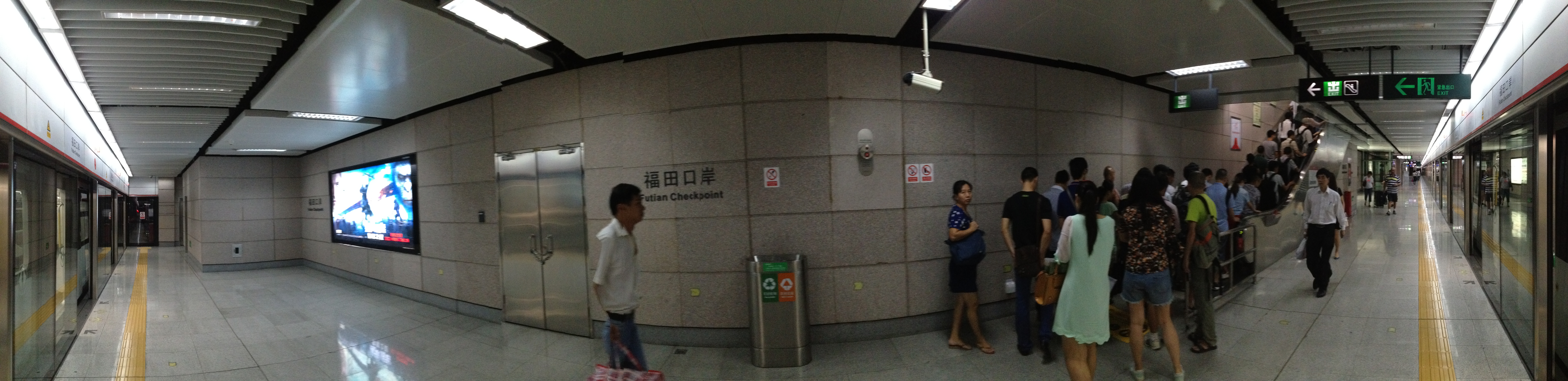
4号月台全景图（摄于2014年9月）

#### 10号线
10号线福田口岸站设有一個島式站台。

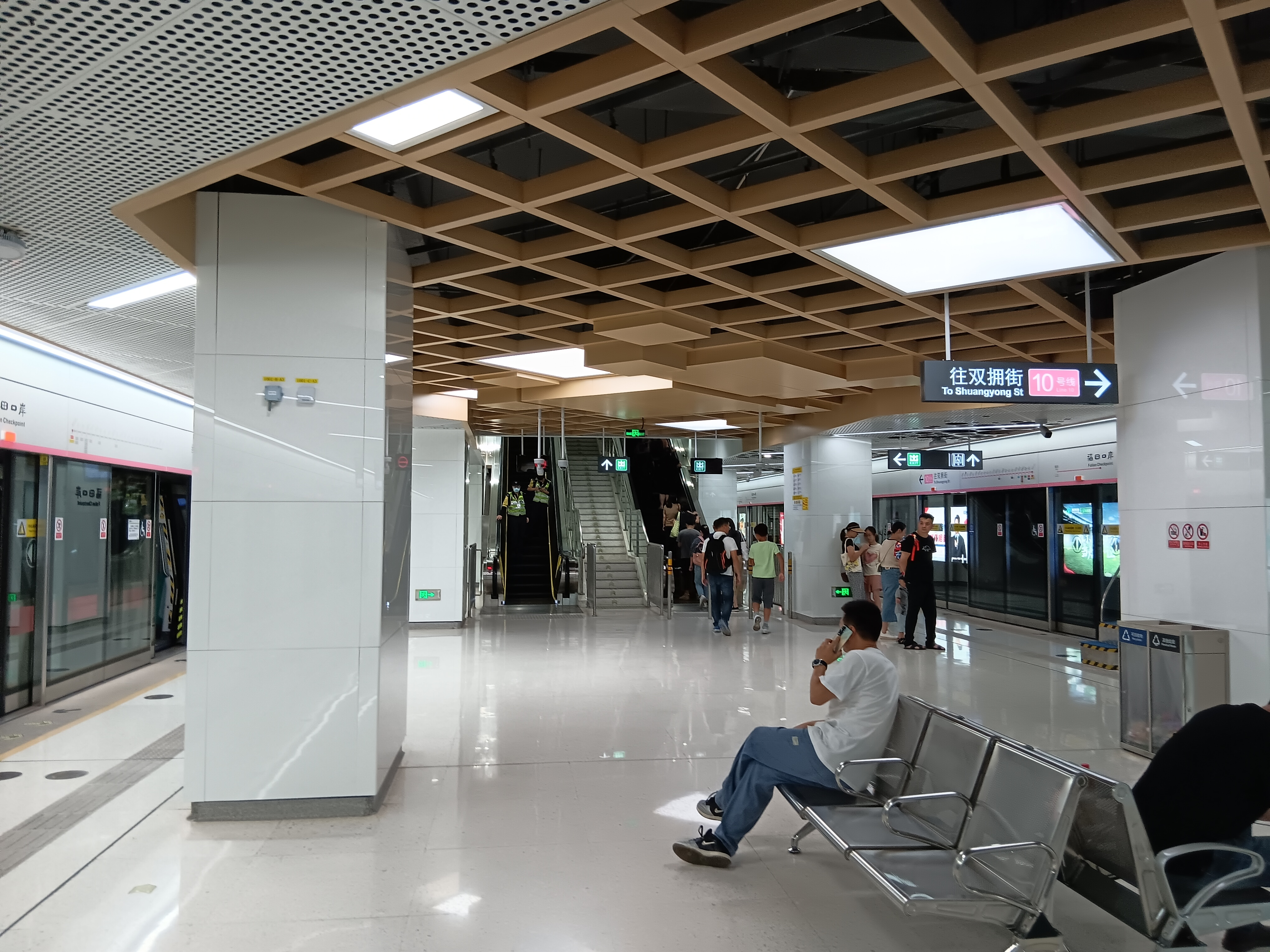
10号线月台

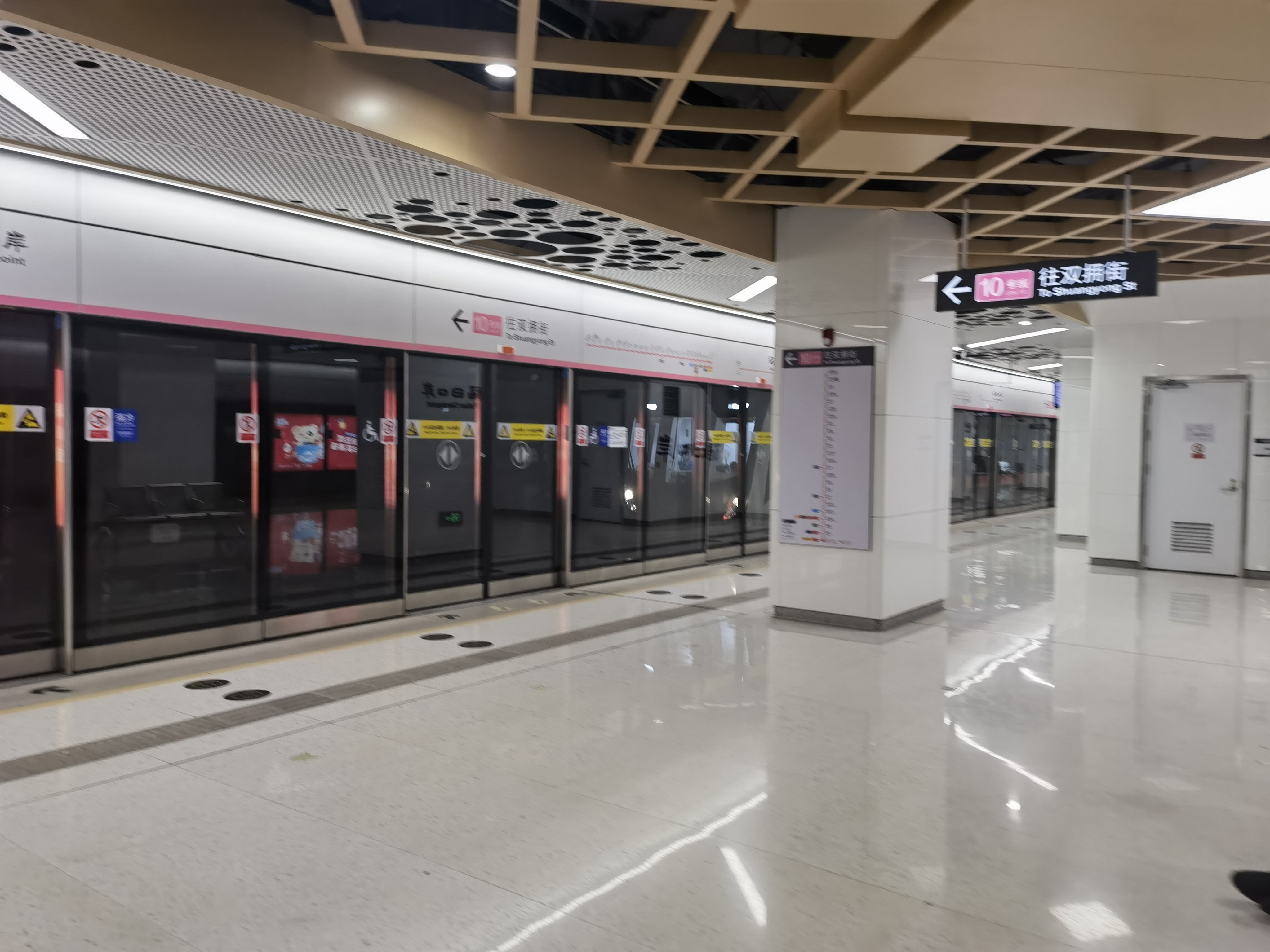
10号线往双拥街月台

另外，10号线月台西端設有一组往益田停车场的出入段線，以及設有交叉渡線。目前10号线供所有列车皆使用交叉渡線進行折返，正線西端則預留了繼續往西延伸的條件。

### 出入口
福田口岸站两个部分共设有七个出口，其中四号线部分因站厅位于地面，无需设垂直电梯；而十号线部分之C、D1、E出口设有垂直电梯。
| 出口编号                             | 出口编号 | 出口图片                                                                         | 建议前往的目的地 |
| ------------------------------------ | -------- | -------------------------------------------------------------------------------- | ---------------- |
|                                      |          |                                                                                  |                  |
| · （地上二层，只往出口）             |          | 福田口岸出境大厅                                                                 |                  |
| 出口 · A · 盲道标志                  |          | 海悅華庭大廈 裕亨路 漁農社区                                                     |                  |
| · 仅出站                             |          | 出站换乘 10号线 國花路 福田保稅區海關 福田口岸西广场 商檢大廈 福田口岸公交车总站 |                  |
|                                      |          |                                                                                  |                  |
| 出口 · C · 盲道标志 · 升降机标志     |          | 出站换乘 4号线 福田口岸联检大楼 公交总站 福田保税区海关 福田口岸公交车总站       |                  |
| 出口 · D · 1 · 盲道标志 · 升降机标志 |          | 桂花路北侧 國花路西侧                                                            |                  |
| 出口 · D · 2 · 盲道标志              |          | 金田路 福强路 菩提路 福港路 嘉福花园 深荣大厦                                    |                  |
| 出口 · E · 盲道标志 · 升降机标志     |          | 菩提路 金桂道 银泰苑 保税区1号隧道                                               |                  |
| 註： 設有 \| 設有                    |          |                                                                                  |                  |

## 利用状况
本站是福田口岸联检大楼配套设施。由于可以在此站通关前往香港落馬洲支線管制站换乘东铁线。因此会有不少两地乘客利用本站前往香港各区或乘坐地铁前往深圳各区。同时车站附近亦有不少住宅区，因此周边居民亦会选择本站乘坐地铁前往深圳各区。
本站由于邻近香港新界北部，每当學生上課日，在香港學校就讀的深圳學童为本站的主要客流。
另外，由於來往落馬洲支線管制站和元朗的專線小巴75號線是來往香港邊境管制站中最便宜的交通工具，因此本站亦吸引不少水貨客使用，由此方式来往元朗。

## 接驳交通

### 深圳方面
| 巴士 \| 编号 \| 编号 \| 线路 \| 线路 \| 线路 \| 收费 \| 运营商 \| 备注 \| \| ---- \| ---- \| ------------------ \| ---- \| ---------------- \| ------ \| -------- \| ---------------- \| \| \| 26 \| 桃源村总站 \| ⇆ \| 福田口岸公交总站 \| 2.5元 \| 巴士公汽 \| \| \| \| 362 \| 燕罗塘下涌综合场站 \| ⇆ \| 福田口岸公交总站 \| 2–10元 \| 西部二分 \| \| \| \| M168 \| 下沙总站 \| ⇆ \| 福田口岸公交总站 \| 2元 \| 巴士公汽 \| 原 B685 \| \| \| B905 \| 福田口岸公交总站 \| ↺ \| 红树福苑 \| 1元 \| 巴士公汽 \| 原 B618 \| \| \| B957 \| 石厦南总站 \| ↺ \| 福田口岸公交总站 \| 1元 \| 巴士公汽 \| 平峰期为定时班车 \| \| \| M499 \| 福田口岸公交总站 \| ⇆ \| 梅林一村总站 \| 2元 \| 巴士公汽 \| 原 高峰专线53 \| |      |                    |      |                  |        |          |                  |
| 编号 | 编号 | 线路               | 线路 | 线路             | 收费   | 运营商   | 备注             |
| | 26   | 桃源村总站         | ⇆    | 福田口岸公交总站 | 2.5元  | 巴士公汽 |                  |
| | 362  | 燕罗塘下涌综合场站 | ⇆    | 福田口岸公交总站 | 2–10元 | 西部二分 |                  |
| | M168 | 下沙总站           | ⇆    | 福田口岸公交总站 | 2元    | 巴士公汽 | 原 B685          |
| | B905 | 福田口岸公交总站   | ↺    | 红树福苑         | 1元    | 巴士公汽 | 原 B618          |
| | B957 | 石厦南总站         | ↺    | 福田口岸公交总站 | 1元    | 巴士公汽 | 平峰期为定时班车 |
| | M499 | 福田口岸公交总站   | ⇆    | 梅林一村总站     | 2元    | 巴士公汽 | 原 高峰专线53    |

### 香港方面
乘客出閘後須經過深圳海關辦妥出境手續後，將會經由一條橫跨深圳河、單臂斜拉式天橋步行至落馬洲支綫管制站。辦妥香港入境手續後，到達落馬洲站，然後轉乘九龍巴士B1線或新界區專線小巴75線前往元朗市中心或者轉乘港鐵東鐵綫前往香港各區。

## 歷史

### 車站及口岸啟用

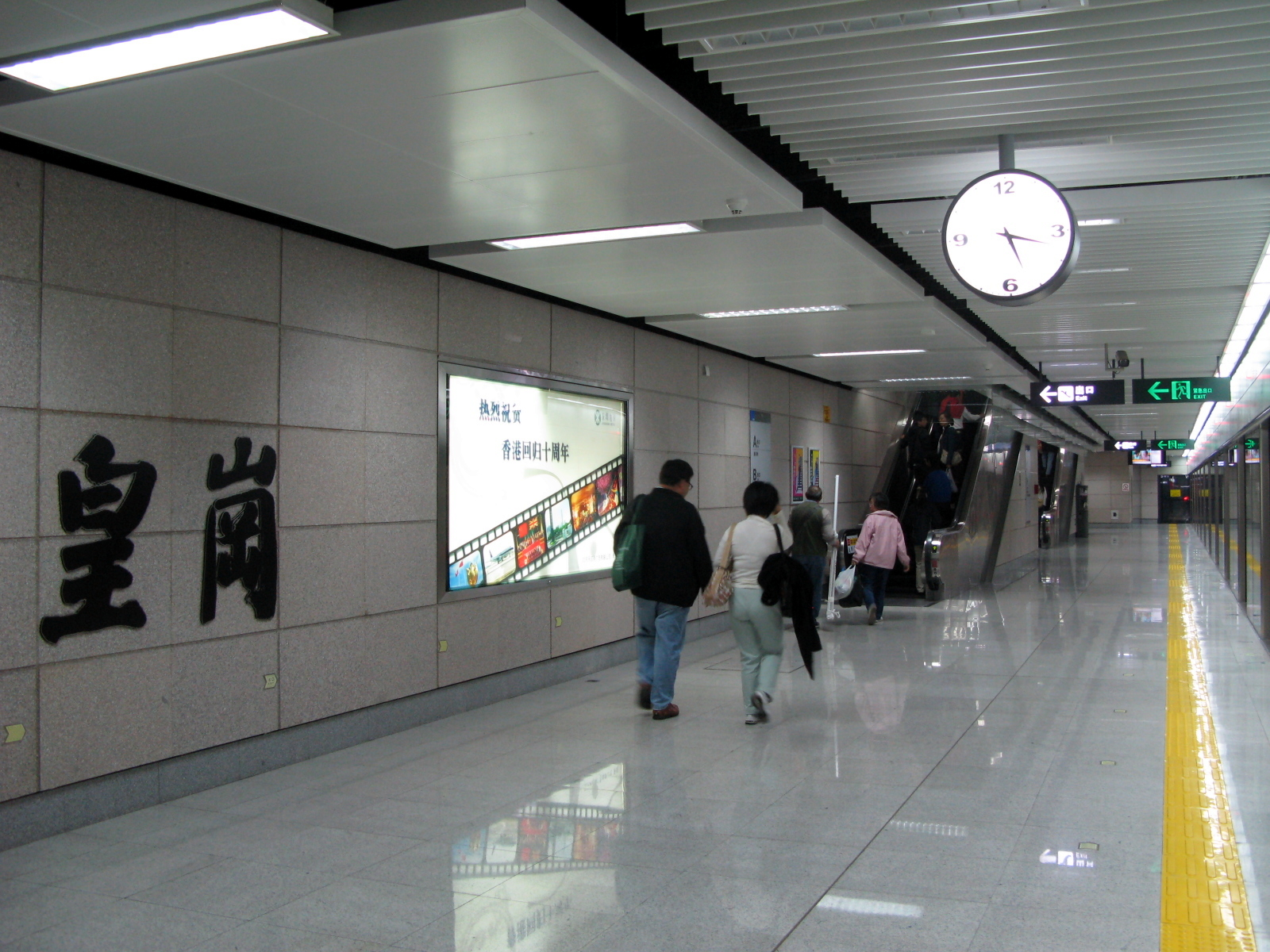
易名「福田口岸站」前側式站台

福田口岸站在2007年6月20日開始試運，並在2007年6月28日正式啟用，取代福民站成為4号綫的南面終點站。當時福田口岸站名為皇崗站。
2007年8月15日下午，與皇崗站相連的福田口岸、深圳河對岸落馬洲支線管制站及港鐵落馬洲支線開通，皇崗站成為另一個的過境車站。

### 站名更改
深圳市規劃局在2008年4月23日公佈，皇崗站將會易名為「福田口岸站」，但當時未有指出新名稱何時生效。
同年8月初，部分深圳地鐵車站貼出公告，指新名稱會在8月15日生效；深圳地鐵系統亦進行調整，調整期間皇岗站与福田口岸站称谓曾出现共存情況。
2008年8月15日，「福田口岸站」站名正式生效，取代使用了約1年的「皇崗站」站名。
2011年6月16日，4號線二期通車，4號線北面總站由少年宮站延伸至清湖站。
2020年10月28日，4號線三期通車，4號線北面總站由清湖站延伸至牛湖站。

### 10號綫通車
2020年8月18日，10號綫部分隨10號綫通車而啟用。

### 引用
1. ↑  深圳轨道办. . 深圳市轨道交通. 微信公众号. 2020-08-14.
2. ↑  关于我市近期建设地铁线路及站点命名的通告 （页面存档备份，存于），2008年4月23日，深圳市规划局
3. ↑  地铁「皇崗站」15日更名为「福田口岸站」 （页面存档备份，存于），2008年8月6日，深圳新闻网

## 外部連結
- 福田口岸站点介绍，深圳地鐵
- 龍華線景點逐個睇 （页面存档备份，存于），Go Bus World
- 深圳交通百科上的相关条目：福田口岸站